# Ab-e Nou-e Chani Jek
Ab-e Nou-e Chani Jek (pers. ابنوخاني يك) – wieś w południowym Iranie, w ostanie Fars. W 2006 roku miejscowość liczyła 80 osób w 19 rodzinach.